# Bertrand Dawson
Bertrand Dawson, 1. wicehrabia Dawson of Penn (ur. 9 marca 1864 w Croydon, zm. 7 marca 1945, od 1920 określany jako lord Dawson) – brytyjski lekarz, przez wiele lat pracujący na dworze królewskim, par dziedziczny, generał. Współcześnie pamiętany przede wszystkim ze względu na eutanazję, której w 1936 dokonał w tajemnicy na ciężko chorym królu Jerzym V.

## Życiorys

### Kariera medyczna i wojskowa
Pochodził z dobrze sytuowanej, mieszczańskiej rodziny, jego ojciec był architektem. Studiował na University College London, zaś w 1893 uzyskał prawo wykonywania zawodu lekarza. W 1907 został zatrudniony przez dwór królewski i został jednym z pomocniczych osobistych lekarzy króla Edwarda VII. W 1910 został głównym osobistym lekarzem Jerzego V, leczył również innych członków rodziny królewskiej, a także przebywających na dworze wysokiej rangi gości. W latach 1914-1919 służył w wojsku, gdzie był jednym z dowódców służb medycznych brytyjskiej armii podczas I wojny światowej. Armię opuścił w stopniu generała majora. W 1919 lord Addison, pierwszy w historii Wielkiej Brytanii minister zdrowia, mianował go przewodniczącym rady konsultacyjnej mającej opracować plany pierwszego brytyjskiego systemu powszechnej, podstawowej opieki zdrowotnej. Choć stworzony przez radę plan nie został początkowo zrealizowany, miał duży wpływ na kształt systemu wprowadzonego w 1948 przez rząd premiera Attleego. W 1928 zyskał ogólnokrajową sławę jako lekarz, który wyleczył króla z poważnej choroby układu oddechowego. W latach 1931-1937 był przewodniczącym Królewskiego Kolegium Lekarzy, głównej organizacji branżowej lekarzy internistów w Wielkiej Brytanii.

### Eutanazja króla
W nocy z 20 na 21 stycznia 1936 chory od wielu dni i pozbawiony już świadomości król Jerzy V był w stanie, z którego w ocenie lorda Dawsona nie dało się już wyjść, choć powolne umieranie mogło potrwać jeszcze wiele godzin. Dawson uważał, że zarówno w interesie stabilności państwa, jak i prestiżu monarchii, było możliwie szybkie zakończenie agonii króla, tak aby jego śmierć mogła zostać oficjalnie ogłoszona nazajutrz, w poważnych porannych gazetach. Bał się, że jeśli pozwoli królowi umrzeć naturalnie, to naród dowie się o tym ze znacznie mniej szanowanych przez elity popołudniówek. Kierując się tymi przesłankami, Dawson najpierw podał królowi dożylnie 0,75 grama morfiny, a wkrótce potem gram kokainy, co zgodnie z jego przewidywaniami doprowadziło do szybkiego zgonu monarchy. Niezwłocznie po jego stwierdzeniu zadzwonił do swojej żony w Londynie (król umierał w wiejskiej rezydencji Sandringham House), aby zawiadomiła redakcję dziennika The Times.
Dawson utrzymywał do końca swojego życia, że choć król umarł w jego obecności, to stało się to zupełnie naturalnie. Bardzo szczerze opisał jednak prawdziwy przebieg wydarzeń oraz własną motywację w swoim ściśle prywatnym dzienniku. Informacja o eutanazji dostała się do opinii publicznej dopiero w 1986 roku, gdy dziennik Dawsona został wydany jako książka. Choć pierwsza biografia Dawsona ukazała się już w 1950, zaś jej autor wiedział o eutanazji, na życzenie wdowy po lordzie zataił tę informację.

### Późniejsze lata
Lord Dawson pozostał w służbie królewskiej także za panowania Edwarda VIII i Jerzego VI. Zmarł w marcu 1945 w wieku 80 lat.

## Tytuły i odznaczenia
W 1916 Dawson otrzymał Order Łaźni klasy Kawaler. W 1918 został Rycerzem Wielkiego Krzyża Królewskiego Orderu Wiktoriańskiego, co pozwoliło mu dopisywać przed nazwiskiem tytuł Sir. W 1919 otrzymał Order św. Michała i św. Jerzego klasy Rycerz Komandor. W 1920 został kreowany parem dziedzicznym jako baron Dawson of Penn. W 1926 został awansowany na Rycerza Komandora Orderu Łaźni, zaś w 1929 został honorowym członkiem Tajnej Rady. W 1936, już po śmierci króla Jerzego V, został podniesiony do godności wicehrabiego.